# Glacera de Triolet
La glacera de Triolet és una glacera de la vall Ferret. Baixa des del circ entre el mont Gruetta, l'agulla de Leschaux, i l'agulla de Triolet. Entre 1929 i 1939, la llengua terminal de la glacera, que desembocava a la vall, va desaparèixer completament, donant a la glacera de Triolet la seva forma actual.
La glacera es troba al costat dret del Vall Ferret entre la conca de la glacera de Frébouze i la de la glacera Pré de Bar.
Les fissures alpines que contenen quars fumat i altres minerals es tallen en el granit del Mont Blanc (de fet, un ortogneis).
Es va fer popular entre els anys 70 i 90 per als cristalls vermells de titanita i els microcristalls d'Anatasa, Esquinita-(Y) amb Synchisite i Brookita, que es troben fins i tot a elevacions menors en còdols caiguts dels alts penya-segats o transportats per la glacera.